# Розанов Сергій Тимофійович
Розанов Сергій Тимофійович (20 вересня 1882 — ?) — старшина Дієвої армії УНР.

## Біографія
Закінчив Миколаївське інженерне училище (у 1903 році), Миколаївську інженерну академію, служив у 22-му саперному батальйоні. Останнє звання у російській армії — полковник.
У січні—травні 1919 року — викладач Київської інженерної юнацької школи. 
Подальша доля невідома.